# Kurów

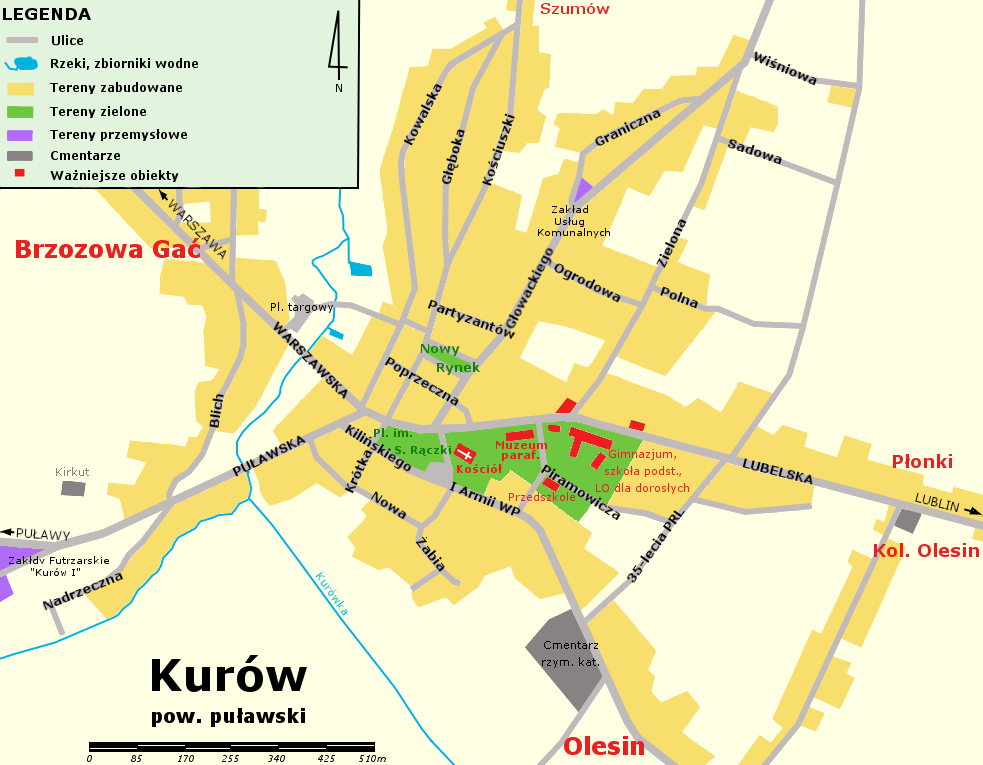
Plan Kurowa

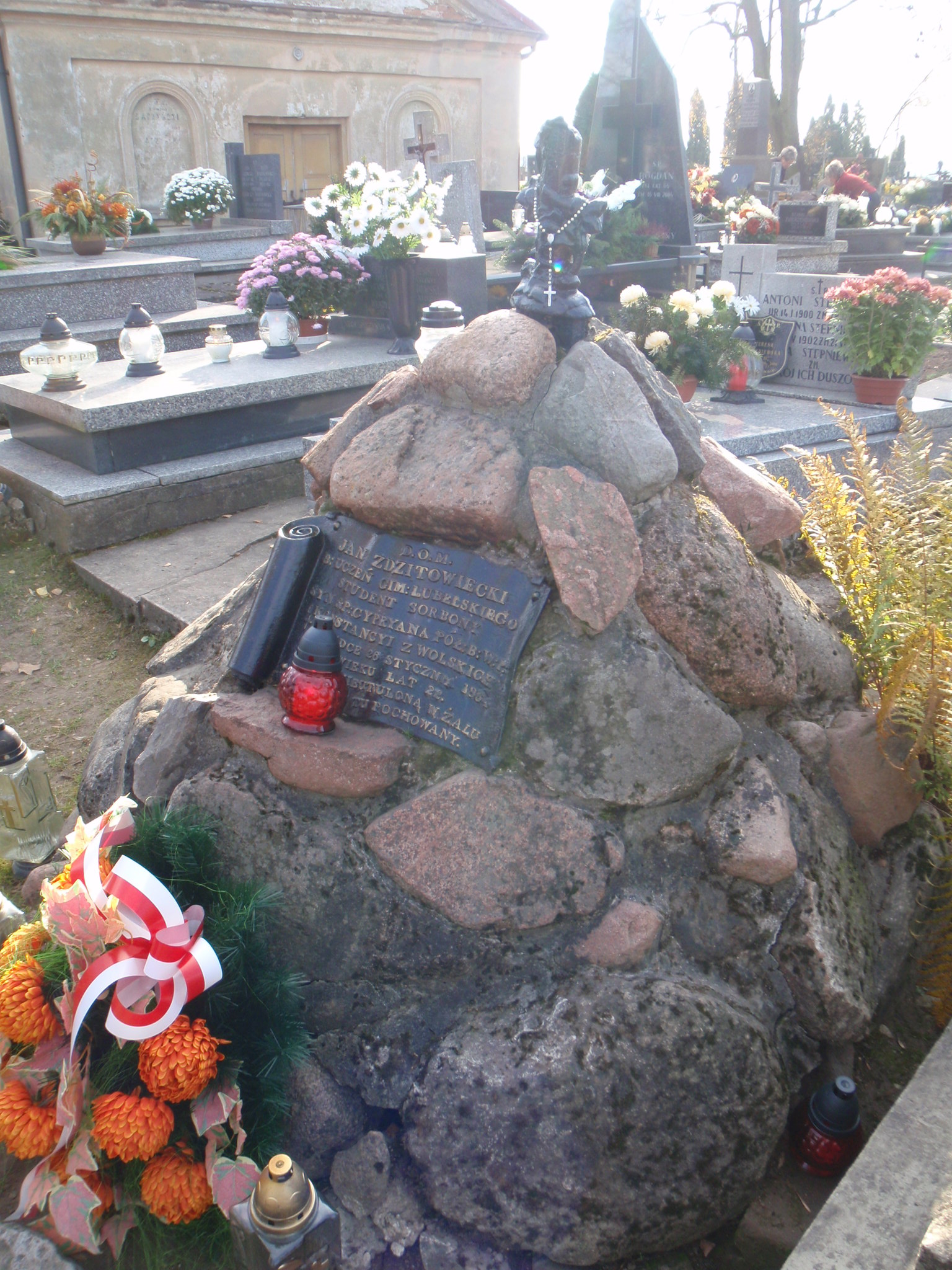
Grób poległego powstańca styczniowego na miejscowym cmentarzu parafialnym

Kurów – miasto w Polsce, położone w województwie lubelskim, w powiecie puławskim, w gminie Kurów.
Leży nad rzeką Kurówką (i jej dopływami: Strugą Kurowską oraz Białką), na pograniczu Wysoczyzny Lubartowskiej i Płaskowyżu Nałęczowskiego. Jest siedzibą gminy Kurów oraz rzymskokatolickiej parafii Narodzenia Najświętszej Maryi Panny i św. Michała Archanioła. Według Narodowego Spisu Powszechnego z roku 2011 Kurów liczył 2787 mieszkańców.
Kurów uzyskał lokację miejską przed 1442 rokiem. Został pozbawiony praw miejskich 31 maja 1870 i włączony do gminy Kurów w powiecie nowoaleksandryjskim. W latach 1867–1954 siedziba wiejskiej gminy Kurów, a 1954–1972 gromady Kurów w powiecie puławskim. Od 1973 siedziba reaktywowanej gminy Kurów. W latach 1975–1998 miejscowość administracyjnie należała do  województwa lubelskiego. 1 stycznia 2025 Kurów odzyskał status miasta.
| SIMC    | Nazwa   | Rodzaj       |
| ------- | ------- | ------------ |
| 0384450 | Józefów | część miasta |

## Położenie
Przez miejscowość przebiega droga wojewódzka nr 874, jej północnym skrajem biegną mający przebieg wspólny droga ekspresowa S12 i droga ekspresowa S17 (część trasy europejskiej E372).
Historycznie położony jest w Małopolsce (początkowo w ziemi sandomierskiej, a następnie w ziemi lubelskiej). Kurów położony był w 2. połowie XVI wieku w powiecie lubelskim, w województwie lubelskim.

## Historia

### Kurów do XVIII wieku
Początki Kurowa sięgają XII wieku. Bywa on identyfikowany z wymienionym w „Kronice” Galla Anonima castrum Galli, co w tłumaczeniu na język polski bywa interpretowane jako gród Kura. Pierwsza wzmianka o miejscowości pochodzi z 20 stycznia 1185 i znajduje się w dokumencie wykonanym przez księcia mazowieckiego Leszka. Mówi ona o istnieniu tutaj kościoła pod wezwaniem św. Idziego.
Około 1330 został zbudowany tu gród, który został potem nadany przez króla Władysława Łokietka Kurowskim. Lokacja Kurowa na prawie magdeburskim nastąpiła 6 stycznia 1442 przez Piotra Kurowskiego. Kurów stał się miastem, którym był do 19 marca 1870 r.
W latach 1456–1465 Kurów był siedzibą powiatu kurowskiego. W XV w. i na początku XVI wieku w Kurowie orzekał sąd ziemski.
W 1783 w miejscowości powstała szkoła parafialna, którą założył Ignacy Potocki, a prowadził miejscowy proboszcz Grzegorz Piramowicz.

### Okres zaborów

Kapliczka przy ul. Lubelskiej upamiętniająca porucznika Eustachego Ostaszewskiego i innych uczestników powstania listopadowego, poległych w bitwie pod Kurowem 1831 roku

Po III rozbiorze Polski miasto znalazło się na terenie Nowej Galicji w zaborze austriackim, najpierw w cyrkule józefowskim, a od 1803 w cyrkule lubelskim. W latach 1809–1870 miasto Kurów i gmina dominalna Kurów były niezależne od siebie. Od 1809 do 1815 Kurów należał do powiatu Kazimierz Dolny, departamentu lubelskiego, Księstwa Warszawskiego. Potem należał do obwodu lubelskiego w województwie lubelskim, Królestwie Polskim. Po likwidacji Królestwa Polskiego znalazł się w guberni lubelskiej.
W czasie powstania listopadowego Kurów stał się areną jego wydarzeń. 3 marca 1831 pod miejscowością stoczono bitwę, którą wygrali Polacy pod dowództwem generała Józefa Dwernickiego. Zasłużył się w niej porucznik Eustachy Ostaszewski, który poległ i jest pochowany w Kurowie. 12 września tegoż roku, kiedy powstanie chyliło się już ku upadkowi, dwa szwadrony jazdy polskiej opanowały miasto, biorąc dwustu żołnierzy rosyjskich w niewolę. Kurów znalazł się ponownie na kartach historii podczas powstania styczniowego. 24 stycznia 1863 pod miastem stoczono zwycięską bitwę, później był tu organizowany obóz powstańczy. W związku z tymi wydarzeniami, w 1870 Kurów utracił prawa miejskie. Burmistrza zastąpił wójt, a sąd grodzki został przekształcony w sąd gminny.
Na przełomie XIX i XX wieku Kurów był największym ośrodkiem bednarstwa na Lubelszczyźnie. Podczas rewolucji 1905-1907 miały miejsce manifestacje socjalistyczne. W 1910 roku (oficjalnie w 1912) założono Ochotniczą Straż Pożarną. Między 1 a 3 sierpnia 1915 pod Kurowem armia niemiecko-austriacka toczyła ciężkie walki z wojskami rosyjskimi. Pamiątką po tych wydarzeniach jest zabytkowy cmentarz wojenny w Olesinie.

### Okres II Rzeczypospolitej i wojny

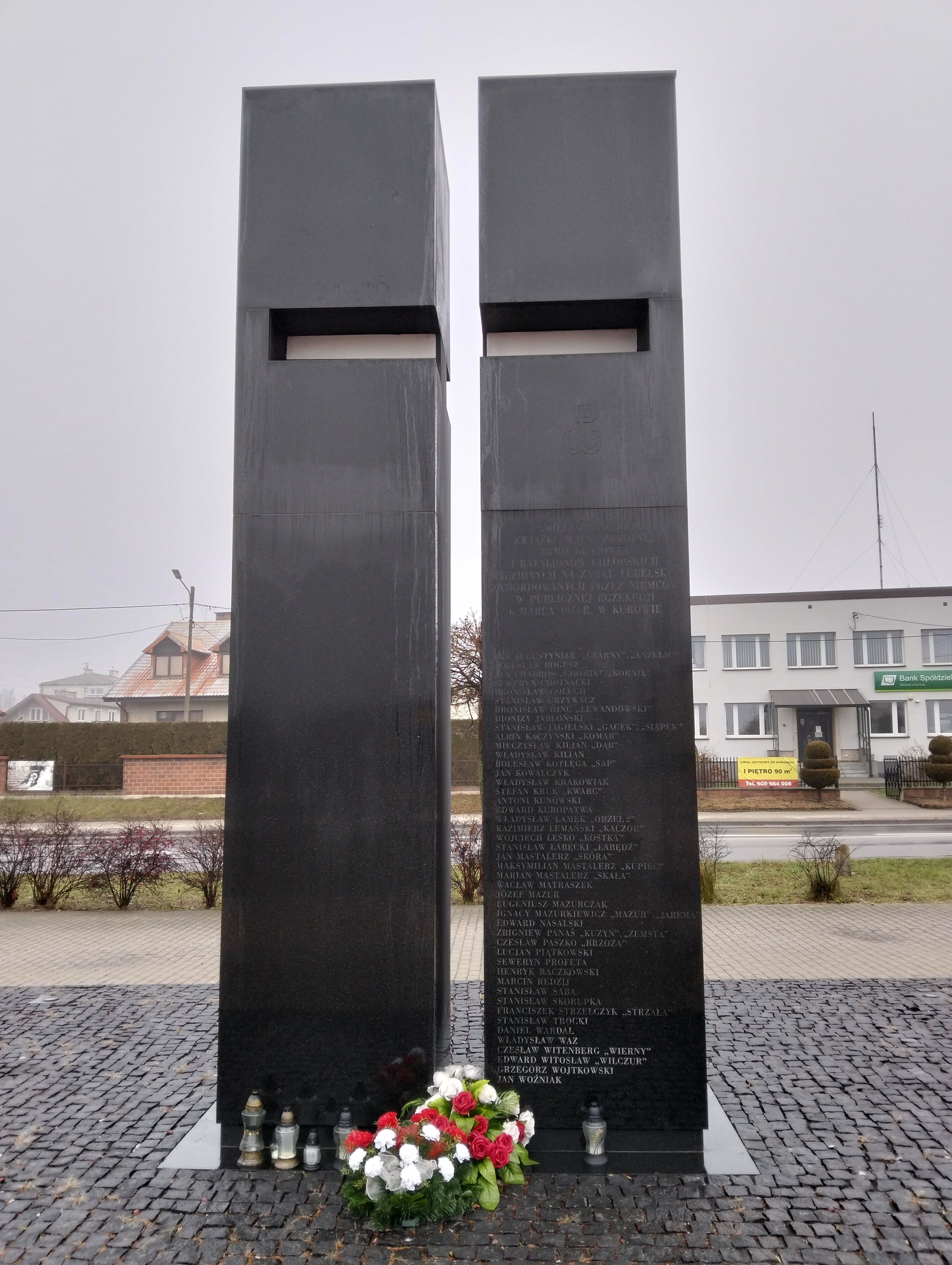
Pomnik ofiar masowej egzekucji wykonanej przez Niemców na cywilnych mieszkańcach Kurowa w 1944

Kurów został zelektryfikowany w 1926 z inicjatywy niemieckiego osadnika i młynarza Ulrycha. Kolejne rozbudowy i przebudowy sieci energetycznej następowały w latach 1933, 1946 i 1958–1962.
W styczniu 1935 roku, przez Kurów biegł odcinek XIV Rajdu Monte Carlo.
8 i 10 września 1939 nastąpiły tragiczne w skutkach bombardowania Kurowa przez lotnictwo niemieckie. Było wiele ofiar wśród ludności cywilnej i wojska. W wyniku pożaru spalona została zabudowa centrum. 15 września 1939 do miejscowości wkroczyły wojska niemieckie.
6 marca 1944 Niemcy w publicznej egzekucji rozstrzelali 42 i powiesili 6 osób. 23 czerwca 1944 doszło w Kurowie do potyczki dowodzonych przez Stefana Rodaka żołnierzy Okręgu Lublin Batalionów Chłopskich, AK i AL z wojskami niemieckimi, wjeżdżającymi do miejscowości od strony Puław. W jej wyniku kilku żołnierzy niemieckich zostało rannych i zabitych, zaś Polacy bez strat własnych zdobyli niemiecki transporter opancerzony.

### Historia najnowsza
W 1970 roku z miejscowości wyruszał pierwszy etap XXVII edycji kolarskiego Tour de Pologne. W 1972 miejscowa spółdzielnia mleczarska zajęła pierwsze miejsce w Polsce w grupie spółdzielni mniejszych we współzawodnictwie pracy (nagrodę przyznała Krajowa Komisja Współzawodnictwa Pracy i Zarząd Główny Centralnego Zarządu Spółdzielczości Mleczarskiej). W 1974 ta sama spółdzielnia zdobyła Sztandar Przechodni dla spółdzielni przynoszących najlepsze wyniki ekonomiczne w skali kraju.
W latach 1975–1998 miejscowość administracyjnie należała do ówczesnego województwa lubelskiego.
Przez wiele lat miejscowość była znanym ośrodkiem futrzarskim. Działały tu Zakłady Futrzarskie „Kurów 1”. W latach 90. XX wieku w granice Kurowa został włączony Józefów.
W planie zagospodarowania województwa lubelskiego znalazło się sformułowanie o rekomendowaniu przywrócenia praw miejskich wybranym miejscowościom Lubelsczyzny, w tym Kurowowi. Starania o uzyskanie statusu miasta wszczęto w 2023. Po przeprowadzeniu konsultacji, uchwałą z 8 lutego 2024 rada gminy postanowiła wystąpić z wnioskiem o nadaniu miejscowości Kurów statusu miasta.

### Historia Żydów w Kurowie
Pierwsza wzmianka o Żydach mieszkających w Kurowie pochodzi z 1548. Utworzyli gminę w XVII w. Mieli swoją synagogę przy ulicy Nowej i dwa cmentarze – starszy przy ulicy Nowej i nowszy przy ulicy Blich. W 1656 wielu żydowskich mieszkańców miasta zostało zabitych przez wojska Stefana Czarnieckiego. W 1765 w Kurowie żyło 904 Żydów, zaś w 1921 aż 2230, co stanowiło 56,8% ogółu mieszkańców.
W 1815 Szemu’el z Kurowa pochodzący z Prudnika został przewodniczącym własnego dworu chasydzkiego w Kurowie, który przyjmował tysiące młodych chasydów z okolic. Wśród jego najbardziej znanych naśladowców jest Jechezkel Taub z Kazimierza Dolnego, założyciel chasydyzmu kuzmirskiego. Po jego śmierci w 1820 jego najstarszy syn, Dowid, odmówił zastąpienia go na stanowisku prezesa dworu w Kurowie, przez co większość jego zwolenników wyjechała do Symchego Binema.
Na początku okresu międzywojennego dochodziło do ekscesów antyżydowskich. W październiku 1920 roku miejscowa policja zmusiła kupców żydowskich do otwarcia sklepów w sobotnie święta żydowskie.

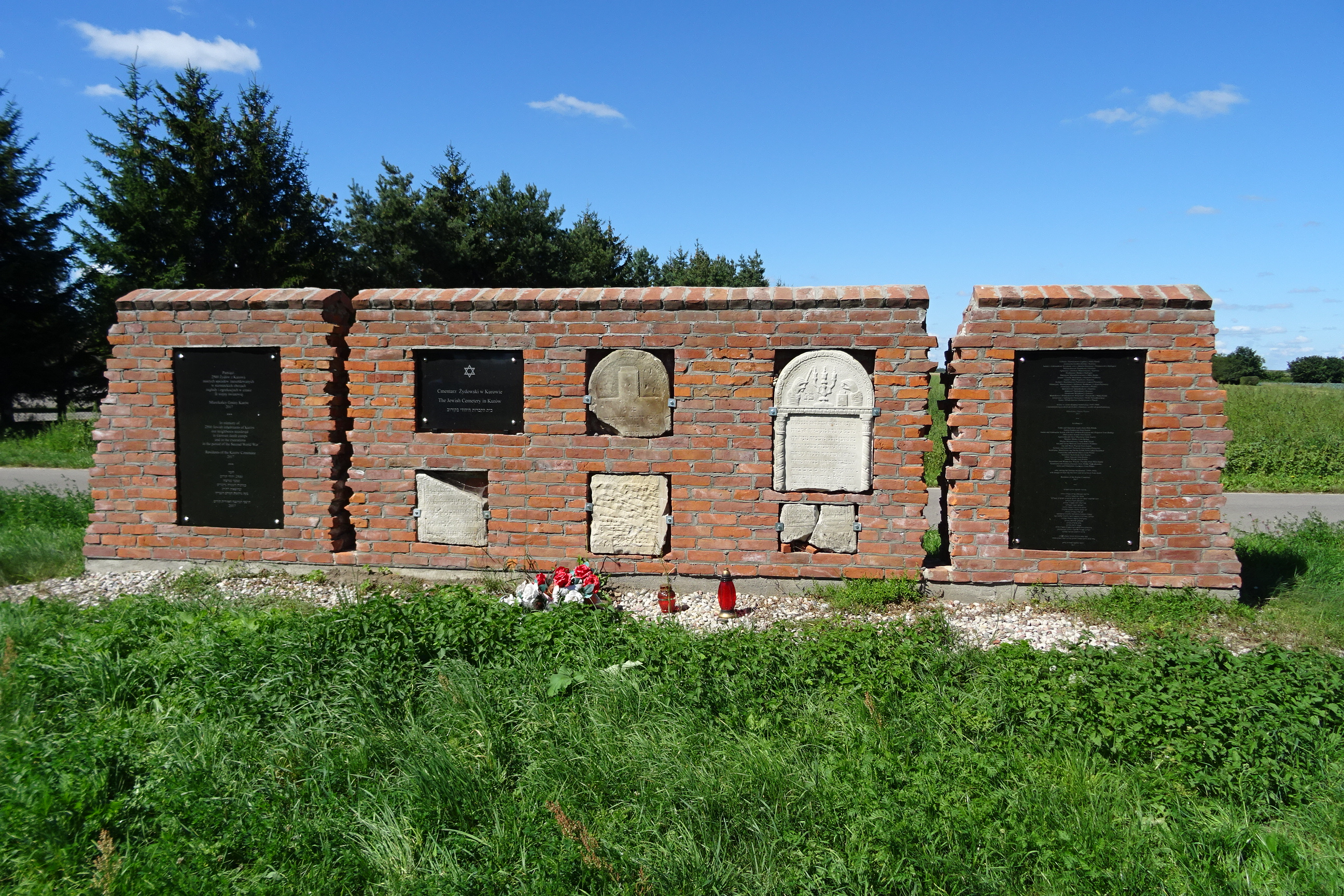
Pomnik upamiętniający społeczność żydowską w Kurowie oraz mieszkańców miasta, którzy ratowali Żydów w czasie wojny, odsłonięty we wrześniu 2017 na miejscowym kirkucie

Okupacja niemiecka podczas II wojny światowej przyniosła brutalny koniec historii kurowskich Żydów. We wrześniu 1939 roku społeczność żydowska Kurowa liczyła 2571 mieszkańców (55 proc. populacji). Pierwsza wywózka Żydów z Kurowa nastąpiła 8 kwietnia 1942 roku. Osoby starsze i niedołężne Niemcy zamordowali na miejscu, a duża grupa – głównie kobiety i dzieci – została wywieziona do niemieckiego obozu zagłady w Sobiborze. 13 listopada 1942 roku miała miejsce druga wywózka, a w grudniu tego samego roku Niemcy zmordowali na miejscowym kirkucie ostatnich ocalałych z poprzednich deportacji. W sierpniu 1942 Niemcy utworzyli w Kurowie getto-obóz pracy, w którym uwięzili także pewną liczbę Żydów z Lublina i Wąwolnicy.
Wojnę przeżyli nieliczni żydowscy mieszkańcy Kurowa. Stało się to głównie dzięki ofiarności i pomocy miejscowych Polaków, którzy z narażeniem życia ukrywali lub wspomagali swoich żydowskich sąsiadów, znajomych lub osoby zupełnie im obce. W listopadzie 2017 w Katolickim Uniwersytecie Lubelskim odbyła się uroczystość nadania medali „Sprawiedliwy Wśród Narodów Świata” dziesięciu rodzinom z Lubelszczyzny, pośród których znaleźli się potomkowie ratujących z Kurowa i jego okolic.
12 września 2017 na lokalnym kirkucie, z inicjatywy lokalnych władz samorządowych, odsłonięto pomnik – symboliczny mur z tablicami upamiętniającymi społeczność żydowską w Kurowie oraz mieszkańców tego miasta, którzy ratowali Żydów w czasie wojny.

## Architektura
Zabytki chronione prawnie:

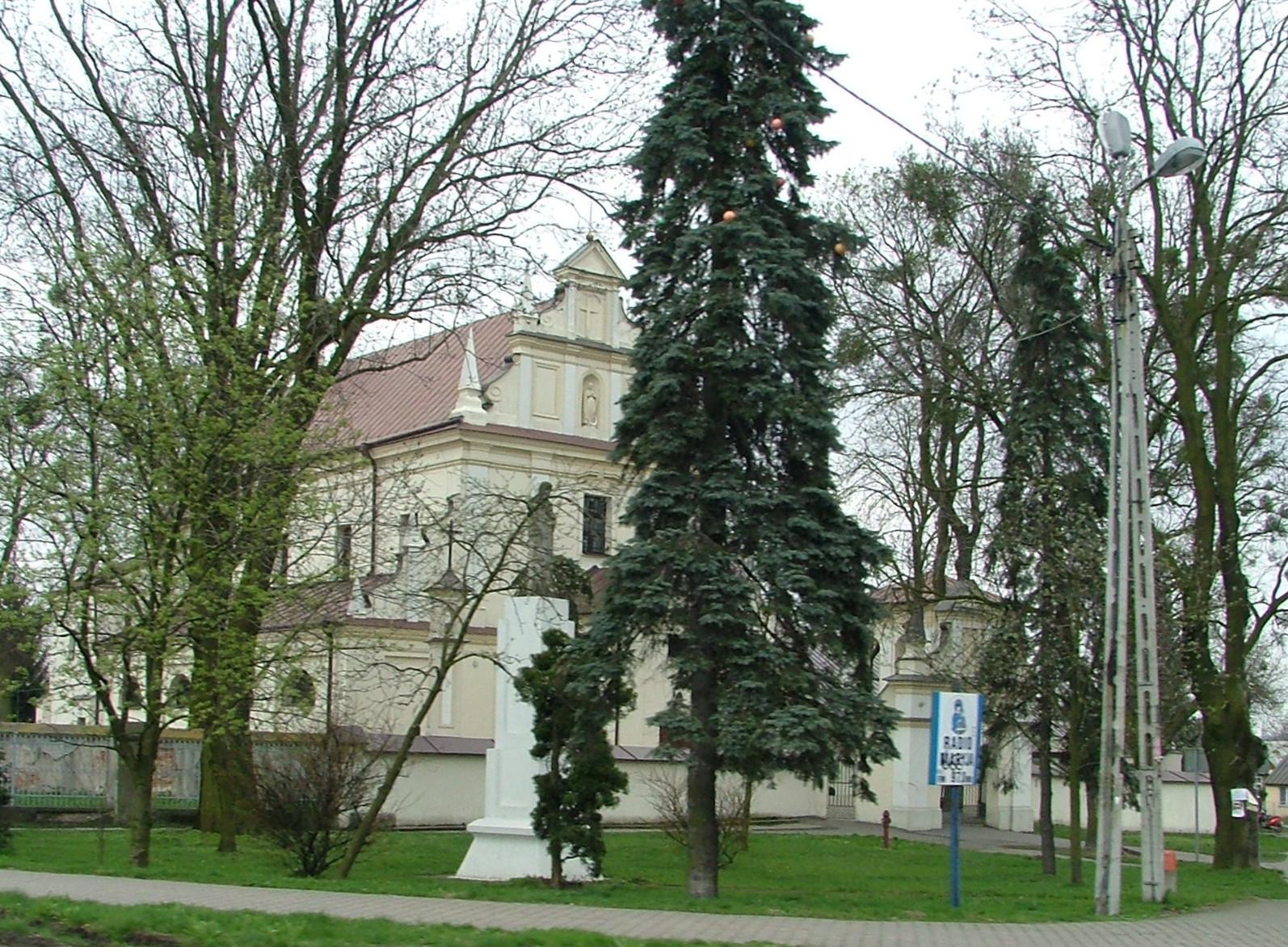
Kościół parafialny Narodzenia NMP i św. Michała Archanioła w Kurowie

- zespół kościoła parafialnego, w którego skład wchodzi:
  - kościół pw. Narodzenia NMP i św. Michała Archanioła z 1692 r., przebudowany w XVIII wieku
  - dzwonnica z przełomu XVII/XVIII wieku
  - cmentarz przykościelny
  - ogrodzenie z bramkami z przełomu XVII/XVIII
  - plebania wybudowana w latach 1778–1782
  - dawna szkoła Piramowicza z 1780 roku (1953–1958), została założona przez Grzegorza Piramowicza i Ignacego Potockiego
- cmentarz żydowski przy ul. Blich

Zabytki nierejestrowane:
- budynek urzędu gminy z 2. połowy XIX wieku

## Oświata

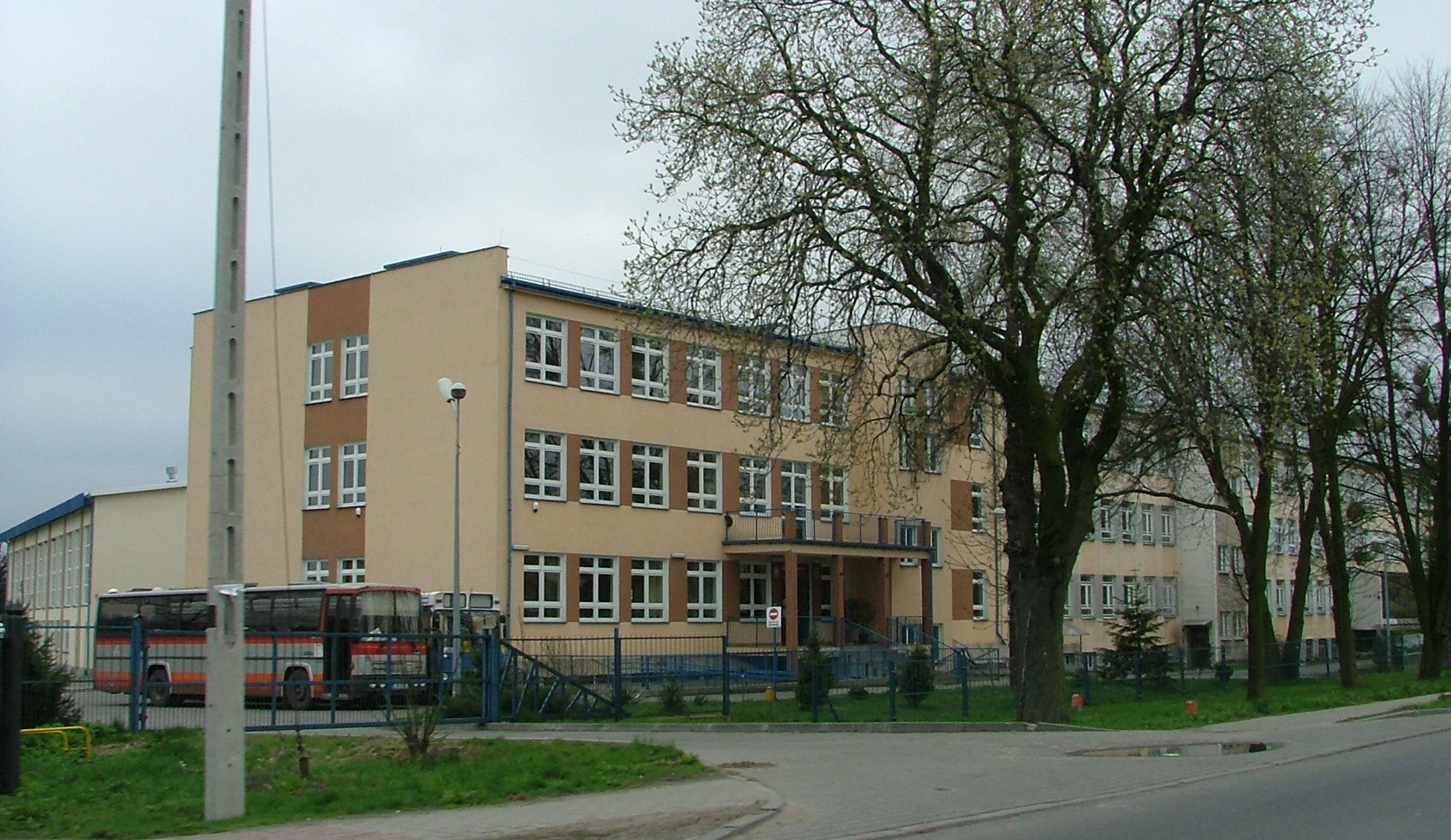
Szkoła podstawowa

- Gminne Przedszkole Nr 1 w Kurowie im. Czesława Janczarskiego
- Szkoła Podstawowa im. księdza Grzegorza Piramowicza w Kurowie

## Gospodarka
W miejscowości znajdują się upadłe Zakłady Futrzarskie „Kurów 1”. Do 2005 r. funkcjonowała także tu spółdzielnia mleczarska.

## Turystyka

### Szlaki turystyczne
- Szlak Renesansu Lubelskiego
- szlak sakralny Powiśla Lubelskiego
- dwa szlaki rowerowe
- jeden szlak konny

## Sport
- Kurowski Klub Sportowy Garbarnia (piłka nożna mężczyzn, klasa okręgowa, gr. Lublin; najwyższy poziom ligowy: IV liga)[29]
- Klub Tenisa Stołowego Topspin (tenis stołowy mężczyzn, III liga; najwyższy szczebel: II liga)
- Ochotnicza Straż Pożarna Kurów (zawody sportowo-pożarnicze mężczyzn)
- Ludowy Zespół Sportowy Kurów (szachy mężczyzn, najwyższy poziom ligowy: III liga, już nie istnieje)
- Zakładowa Ochotnicza Straż Pożarna Zakłady Futrzarskie (zawody sportowo-pożarnicze mężczyzn, już nie istnieje)

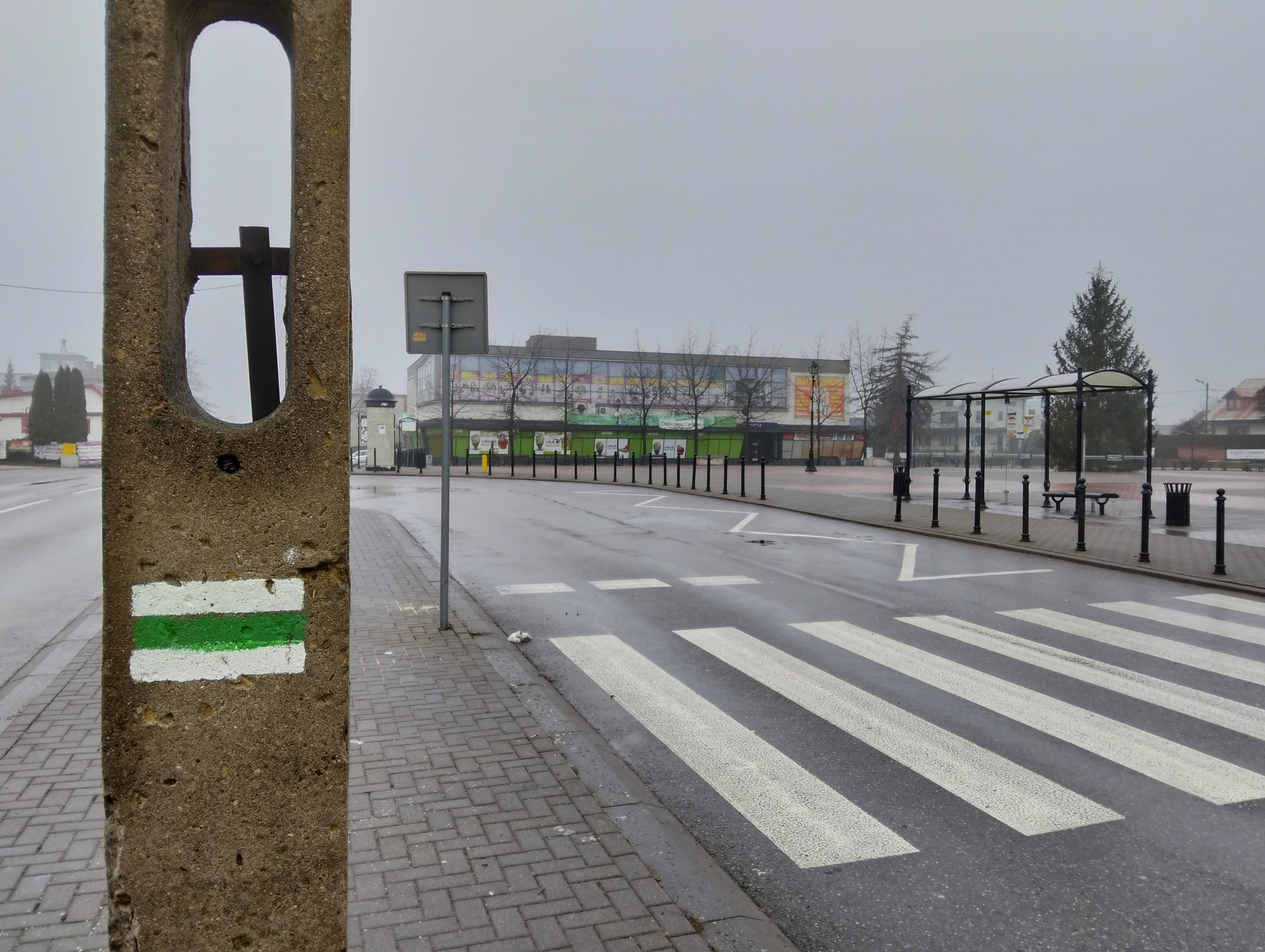
Stary Rynek

## Osoby związane z Kurowem
- Szemu’el z Kurowa (ok. 1735–1820) – cadyk chasydzki
- Eustachy Ostaszewski (1800–1831) – bohater bitwy pod Kurowem 3 marca 1831 r.
- Wojciech Jaruzelski (1923–2014) – generał, I sekretarz PZPR,  Prezydent Rzeczypospolitej
- Włodzimierz Borowski (1930–2008) – artysta malarz, jeden z pionierów sztuki performance
- Jacek Janczarski (1945–2000), dramaturg, satyryk, scenarzysta filmowy